# Línguas nas
As línguas nas (também em inglês referidas com o termo naish) são um subgrupo de baixo nível das línguas sino-tibetanas que incluem naxi, na (mosuo) e laze.

## Classificação
Os idiomas nas são:
- Nas 
  - Naxi
  - Na (Narua, Mosuo)
  - Laze

Por sua vez, o naíxico, juntamente com namuyi e shixing, constituem o subgrupo naico no sino-tibetano.
Os argumentos para o parentesco incluem morfotonologia irregular: padrões de tom de frases numéricas mais classificadoras que constituem propriedades estruturais compartilhadas. Como essas semelhanças são foneticamente não transparentes, elas não podem ser devidas a empréstimos.

## Nomes
Observe que na China continental, o termo "naxi" é comumente usado para todo o grupo de idiomas, por exemplo, pela influente introdução lingüística de He e Jiang (2015). Os termos "naish" e "naico" são derivados do endônimo na, usado por falantes de várias línguas. Esses conceitos foram propostos inicialmente por Guillaume Jacques & Alexis Michaud (2011). Questões filogenéticas estão resumidas na entrada sobre o subgrupo naico. Para uma revisão da literatura sobre as línguas naíxicas, consulte Li (2015).

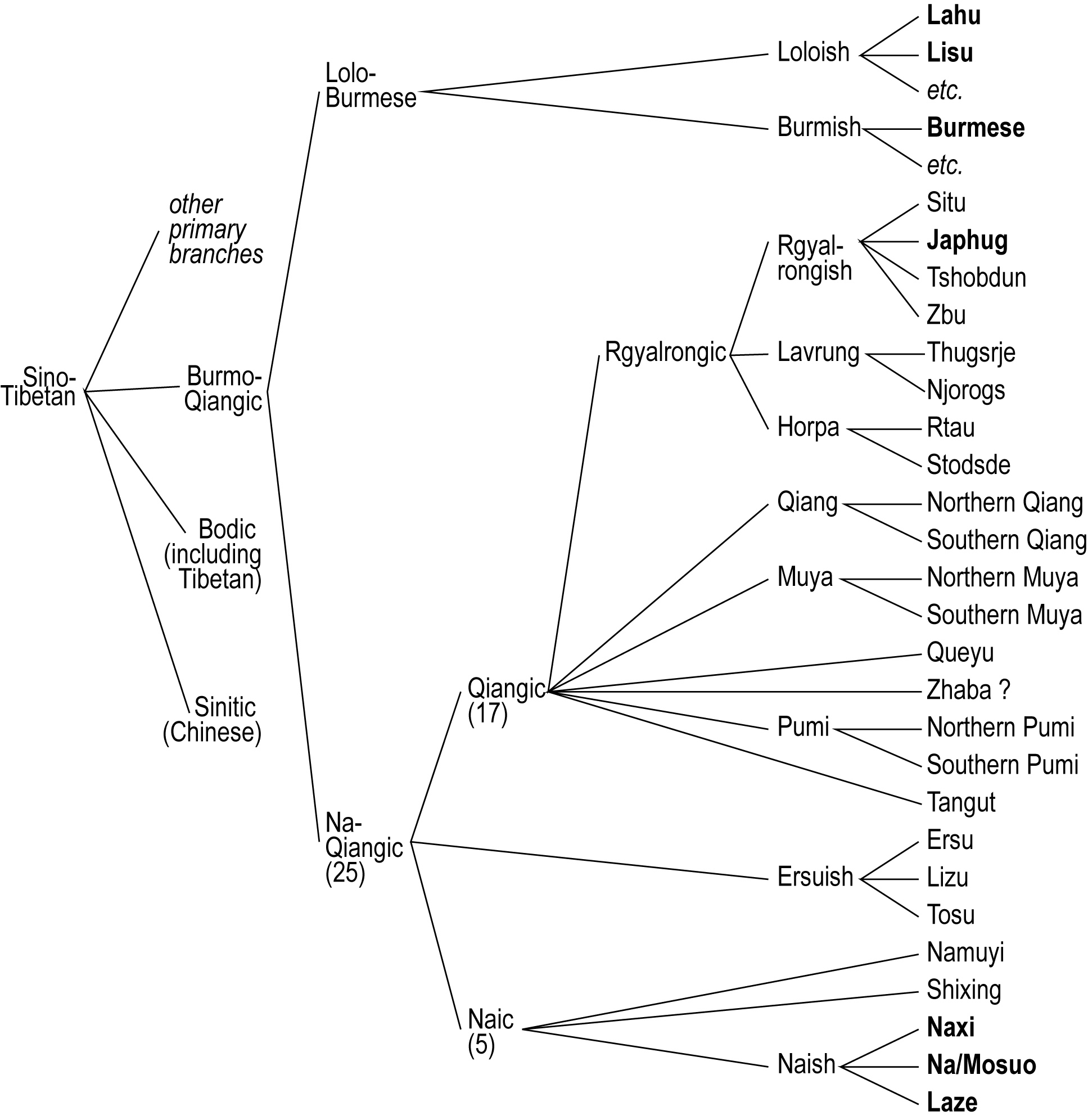
Árvore genealógica provisória sino-tibetana proposta por Jacques & Michaud (2011)

## Inovações lexicais
Jacques & Michaud (2011) listam as seguintes palavras como inovações lexicais naíxicas. 
| Glossário                | Naxi    | Na      | Laze     | Protonaish  |
| ------------------------ | ------- | ------- | -------- | ----------- |
| tropeçar                 | pe˧     | kʰɯ.piᴹ |          | *(S)pa      |
| nuvem                    | ki˩     | tɕi˧    | tɕi˩sɯ˥  | *ki         |
| vila                     | hi˧mbe˧ | fv̩.biᴸ  | ɖɯ˧bie˧  | *mba        |
| Povo Bai                 | le˧bv̩˧  | ɬi.bv̩ᴹ  |          | *Sla        |
| nobre                    |         | sɯ.pʰiᴹ | sɯ˩pʰie˩ | *si pʰa     |
| remédio (segunda sílaba) | ʈʂʰɚ˧ɯ˧ | ʈʂʰæ.ɯᴴ | tsʰɯ˧fi˧ | *rtsʰi Swri |

## Reconstrução
Protonaish, a protolíngua ancestral das línguas nas, foi reconstruída por Jacques & Michaud (2011).